# Církevní provincie

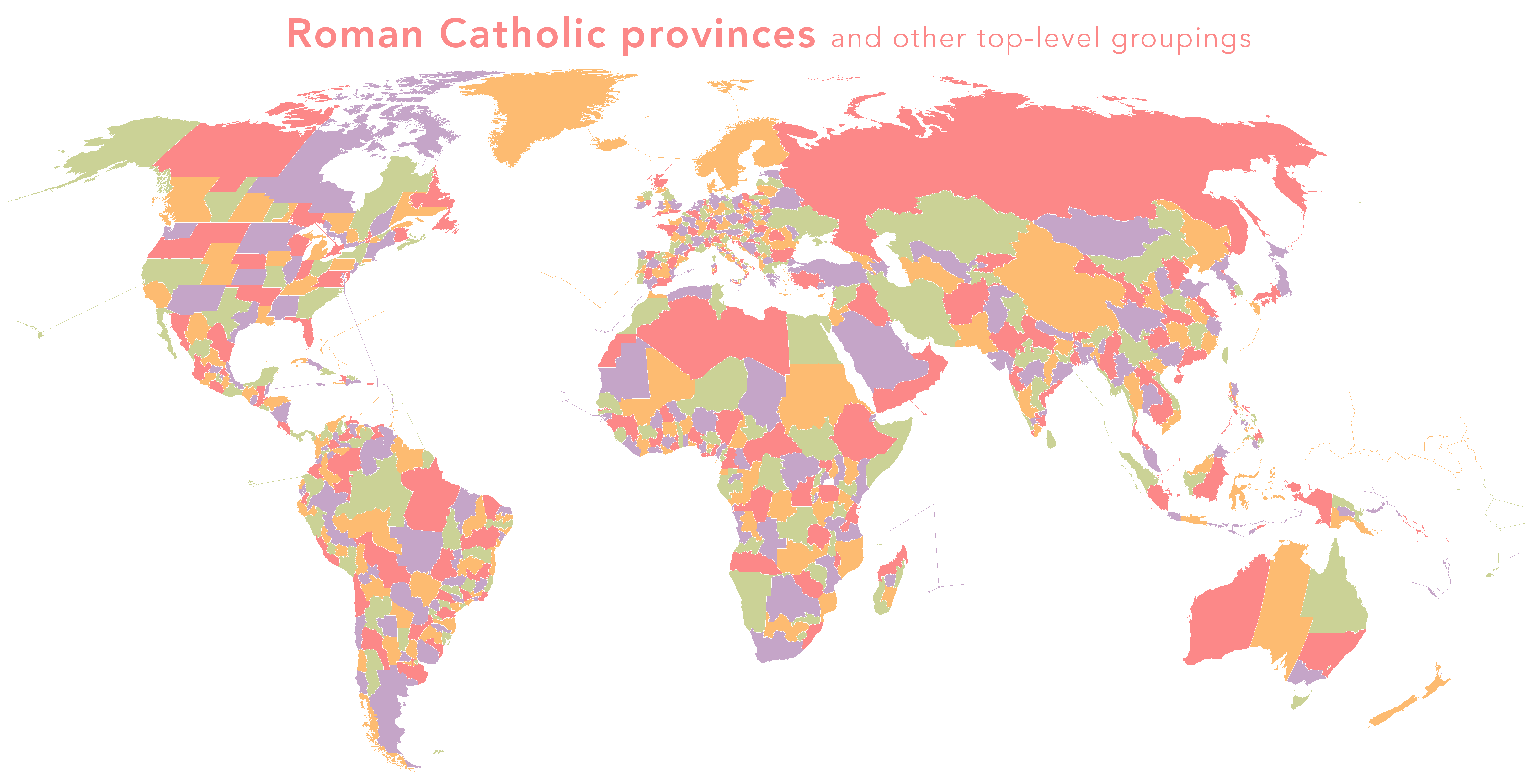
Církevní provincie ve světě v roce 2015

Provincie resp. církevní provincie je vysoká jurisdikční jednotka církevní správy (obvykle územně vymezená). Existuje v rámci římskokatolické církve, řadě ostatních církvích uznávajících autoritu papeže, u pravoslavných církví a v anglikánských církvích. Toto uspořádání se zrodilo v raných stoletích existence církve, kdy první velké komunity křesťanů s tradicí měly určité nadřazené a otcovské postavení vůči těm, které založili jejich kazatelé a misionáři jinde. Existují i řádové provincie, na něž se člení velké řády.
Označení provincie je převzato z označení územních celků starověké Římské říše. Dodnes se používá k označení územněsprávních celků některých států.

## Římskokatolická církev

Církevní provincie na území Francie

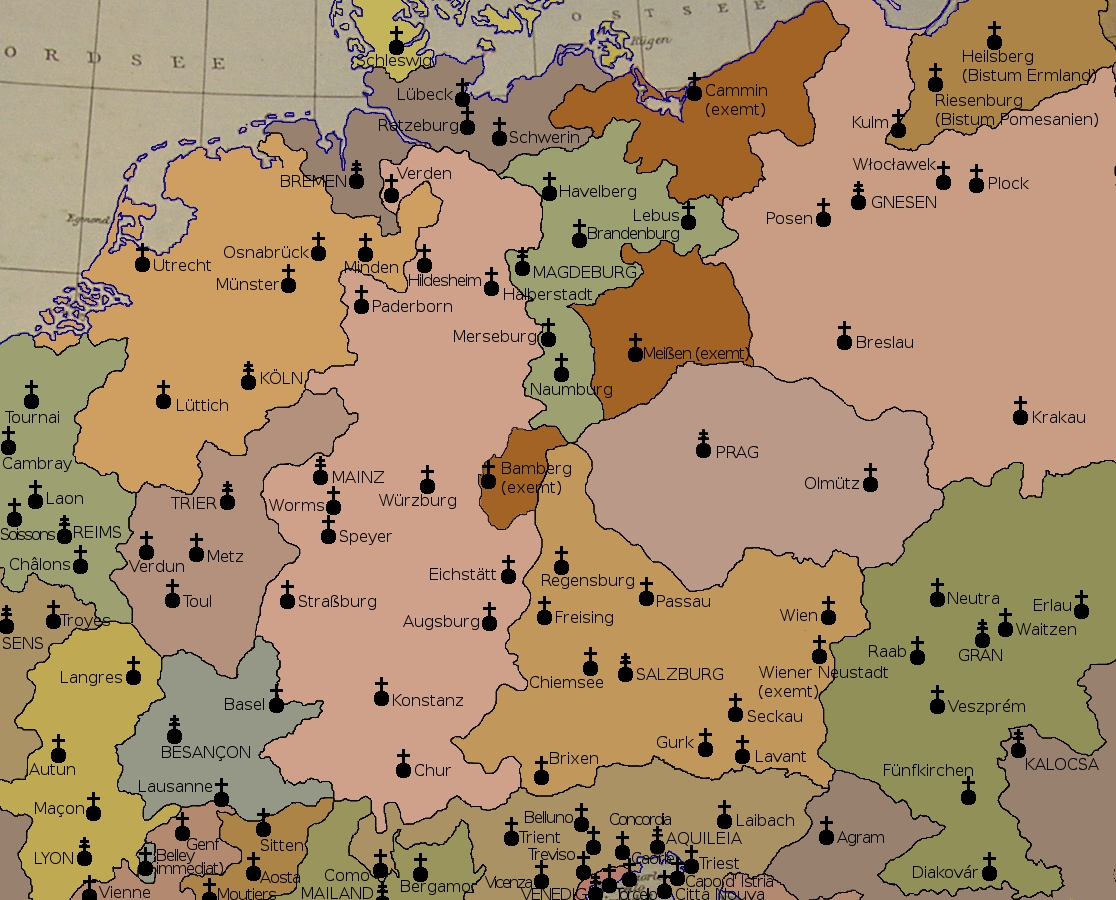
Církevní provincie ve střední Evropě v roce 1500

Římskokatolická církev je ve většině světa rozčleněna do provincií, sestávajících obvykle z metropolitní arcidiecéze a několika přičleněných (neboli sufragánních) diecézí (resp. jiných tzv. místních církví). Hranice provincií obvykle sledují historické či současné politické hranice. Ve státech s katolickou tradicí je zpravidla zřízena jedna či více provincií – například v Česku jsou 2 provincie (česká a moravská), na Slovensku od roku 1995 taktéž 2 provincie (od roku 2008 nazvané východní a západní; do roku 1977 Slovensko vlastní provincii vůbec nemělo), v Polsku je 14 římskokatolických a 1 řeckokatolická provincie, v USA jsou katolické církevní provincie uspořádány do 15 regionů po 1 až 4 provinciích, přičemž 15. region sdružuje eparchie východních katolických církví, atd.
V čele provincie obvykle stojí arcibiskup-metropolita, podřízeni mu jsou tzv. sufragánní biskupové. Ve starověku a středověku mělo toto rozdělení velký význam, neboť metropolita měl nad ostatními biskupy provincie významnou moc. V současné době to již neplatí, neboť jeho pravomoci se přesunuly buďto na papeže, nebo na biskupy v čele diecézí, a faktická spolupráce biskupů na biskupské konference, které zpravidla sdružují biskupy podle států. V současné době je arcibiskup-metropolita stále hlavou církevní provincie, ale je to z větší části pouze formální a prestižní postavení a i sufragánní diecéze jsou ve většině věcí podřízeny pouze papeži. Jeden z mála pozůstatků postavení metropolity představuje jeho právo jmenovat dočasného administrátora sufragánní diecéze, pokud biskup zemřel, evidentně selhaly diecézní mechanismy určující osobu tohoto administrátora a papež nejmenoval apoštolského administrátora.

### Provincie v Česku

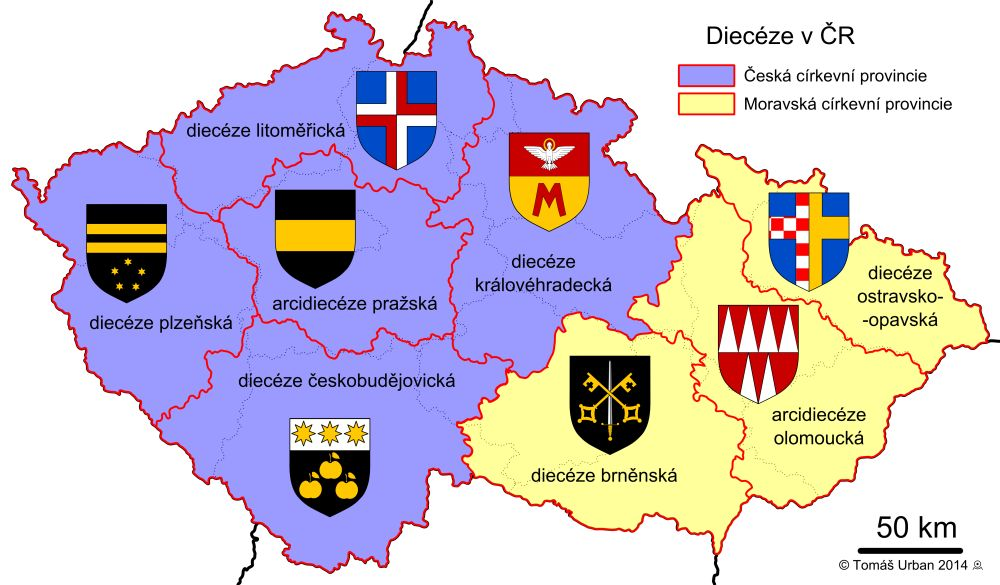
Církevní provincie na území České republiky

Na území České republiky se nacházejí dvě římskokatolické církevní provincie:
- česká – arcidiecéze pražská se sufragánními diecézemi českobudějovickou, královéhradeckou, litoměřickou a plzeňskou.
- moravská – arcidiecéze olomoucká se sufragánními diecézemi brněnskou a ostravsko-opavskou.

## Řádové provincie
Na provincie se územně či organizačně člení i řada katolických řádů. Platí to zejména pro většinu větších řádů a kongregací vzniklých po roce 1000 (např. u dominikánů, jezuitů či salesiánů). V čele řádové provincie stojí provinciál (provincial superior).